# The Outcasts of Poker Flat
The Outcasts of Poker Flat is een Amerikaanse western uit 1919, geregisseerd door John Ford en met Harry Carey in de hoofdrol. Het is een stomme film gebaseerd op het gelijknamige toneelstuk door Francis Bret Harte, dat in totaal vijf maal is verfilmd. Men neemt aan dat Jonn Ford's The Outcasts of Poker Flat thans een verloren film is.

## Verhaal
Square Shootin' Harry Lanyon (Harry Carey) is een eigenaar van een gokhal in Arizona. Hij is verliefd op het jonge meisje Ruth Watson (Gloria Hope), maar vermoedt dat zij verliefd is op zijn vriend Billy Lanyon (Cullen Landis). Omdat Billy veel jonger is, koestert Harry Lanyon weinig hoop op succes bij Ruth Watson.

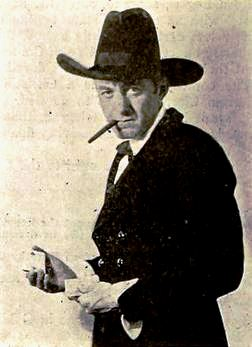
Harry Carey als John Oakhurst

Harry Lanyon leest Bret Harte's The Outcasts of Poker Flat en vergelijkt zichzelf met het personage van de casino-eigenaar John Oakhurst in het verhaal. Deze Oakhurst (ook vertolkt door Harry Carey) raakt op een rivierboot bevriend met Sophie (ook vertolkt door Gloria Hope). Sophie wordt verlaten door haar verloofde, de gokker Ned Stratton (Joseph Harris), en Oakhurst besluit om zich over haar te ontfermen en mee te nemen naar het plaatsje Poker Flats. Stratton verschijnt echter weer op het toneel en is woedend op Sophy, maar Oakhursts pleegzoon Tommy (ook vertolkt door Cullen Landis) beschermt Sophie tegen haar ex-verloofde en raakt gewond. Oakhurst besluit om zich niet meer met Sophie te bemoeien, waarop Sophie en Tommy trouwen. Sophie is echter verliefd op Oakhurst en laat hem dit weten, maar Oakhurst gelooft dat Tommy een betere keus is. Hij weet de burgerwachten zover te krijgen dat zij zijn casino platbranden en vlucht daarop de heuvels in. Sophie en Tommy achtervolgen hem, maar tijdens een sneeuwstorm pleegt Oakhurst zelfmoord.
Na het lezen van dit verhaal besluit Harry Lanyon om niet dezelfde fout te maken als Oakhurst door zijn leven op te offeren. Dan komt hij erachter dat Ruth Watson van hem houdt, niet van Billy.

## Cast
| Acteur               | Personage                                    |
| -------------------- | -------------------------------------------- |
| Harry Carey          | Square Shootin' Harry Lanyon / John Oakhurst |
| Cullen Landis        | Billy Lanyon / Tommy Oakhurst                |
| Gloria Hope          | Ruth Watson / Sophy                          |
| Joseph Harris        | Ned Stratton                                 |
| Virginia Chester     |                                              |
| Duke R. Lee          |                                              |
| Louise Lester        |                                              |
| J. Farrell MacDonald |                                              |
| Charles H. Mailes    |                                              |
| Vester Pegg          |                                              |
| Victor Potel         |                                              |

## Trivia
- Tijdens de opnames van de film had Frank Capra een baantje in de studio. Hij raakte aan de praat met Harry Carey, waarop deze Capra op weg hielp in de filmwereld. Later, toen Capra een succesvol regisseur was, bewees hij aan Harry Carey een wederdienst door hem te casten voor Mr. Smith Goes to Washington (1939), Carey was op dat moment alweer op zijn retour in zijn filmcarrière.[2]